# Тоба (озеро)
То́ба (индон. Danau Toba) — озеро, расположенное на индонезийском острове Суматра в провинции Северная Суматра к югу от административного центра провинции города Медан. Тоба находится внутри огромной кальдеры, которая образовалась в результате гигантского извержения одноимённого вулкана, произошедшего примерно 74 тысячи лет назад. Озеро расположено на высоте 902 м над уровнем моря, его максимальная глубина составляет 505 м. Размеры Тобы достигают 87 км в длину и 27 км в ширину с общей площадью поверхности 1103 км², что делает его самым большим озером Индонезии, крупнейшим озером вулканического происхождения в мире.
Благодаря природному разнообразию и историческому наследию батакской культуры озеро Тоба, включая находящийся в его центре крупный остров Самосир (индон. Pulau Samosir), является одним из важных туристических центров Индонезии. Однако активная хозяйственная деятельность на берегах озера и в прилегающих к ним районах приводит к загрязнению воды и другим экологическим проблемам.

## Физико-географическая характеристика

### Геология
Озеро Тоба находится в центре северной части острова Суматра в провинции Северная Суматра, в пределах горного хребта Барисан. Эта горная система является главной на острове и состоит в основном из каменноугольно-пермских метаморфических пород, миоценовых осадочных пород и четвертичных магматических пород. Само озеро и район возле него являются огромной кальдерой размерами 100 × 30 км, что делает её одной из крупнейших в мире. Кальдера Тоба расположена вблизи Большого Суматранского разлома, который проходит по центру острова Суматра в 20 км юго-западнее озера. Кальдера является одним из вулканических комплексов Зондской островной дуги, сейсмически активного региона Земли, где происходит погружение Индо-Австралийской плиты под Евразийскую со скоростью 56 мм в год. Зона субдукции в этой области очень активна: на морском дне к западу от Суматры с 1995 года произошло несколько крупных землетрясений, таких как землетрясение в Индийском океане в 2004 году магнитудой 9,1 и землетрясение на Суматре 2005 года магнитудой 8,6. Эпицентры этих землетрясений находились примерно в 300 км от Тобы. Рельеф области Тоба характеризуется большим поднятием со средними высотами порядка 1500 метров и поперечными размерами 220 × 100 км, а также многочисленными свидетельствами недавней вулканической активности, такими как шлаковые конусы.
Озеро Тоба образовалось после гигантского извержения одноимённого вулкана в позднем плейстоцене 72 500—75 900 лет назад. Объём извергнутого тогда вулканического материала достигал 2800 км³, а в атмосферу могло быть выброшено до 10 миллиардов тонн серной кислоты или 6 миллиардов тонн диоксида серы. В результате извержения, ставшего крупнейшим известным извержением в четвертичном периоде, сформировался слой вулканического туфа, называемый Молодым туфом Тоба, эти отложения были обнаружены в Южно-Китайском море, Индийском океане и на территории Индии в 4500 км от места извержения. Последствия этого извержения являются предметом спора учёных: некоторые считают, что в результате катастрофы климат Земли некоторое время находился в состоянии вулканической зимы, а человеческая популяция прошла через «бутылочное горлышко», другие считают, что несмотря на огромный масштаб извержения, воздействие вулкана на климат было гораздо меньшим и серьёзно не затронуло человека.

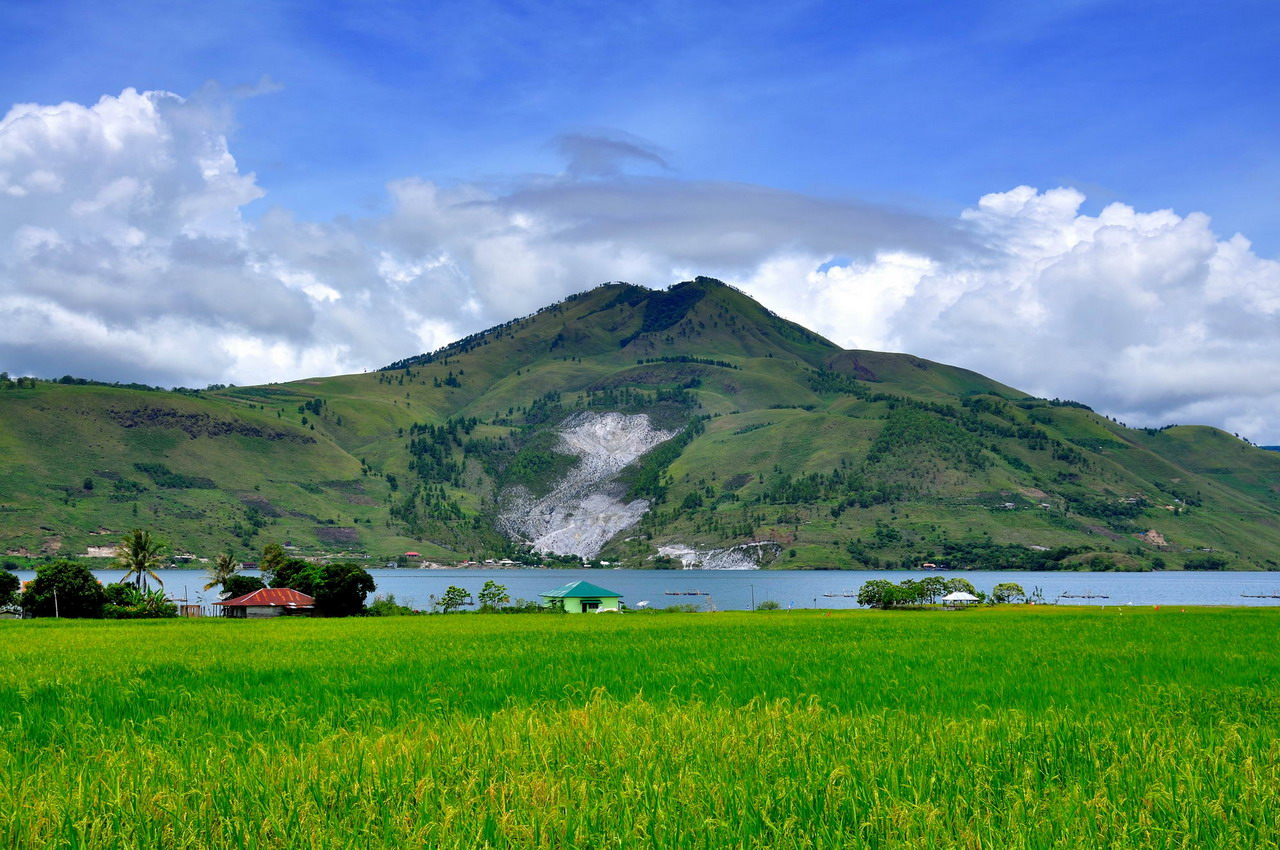
Вулканический конус Пусубукит

Во время извержения сформировалась огромная кальдера, которая в течение 1500 лет заполнялась водой, образовав озеро Тоба. Озёрные отложения на острове Самосир, который вместе с полуостровом Улуан (индон. Semenanjung Uluan) являются частями одного или двух резургентных куполов, указывают на то, что дно кальдеры поднялось по крайней мере на 450 метров с момента главного извержения. Таким образом, ранее, Самосир, сформированный кальдерным материалом и озёрными отложениями, был полностью покрыт водами озера Тоба. В настоящее время кальдера не проявляет вулканической активности, однако внутри неё расположено несколько вулканических куполов, небольшой стратовулкан Пусубукит (индон. Pusubukit), на северной стороне которого имеются сольфатары, а также конус Тандукбенуа (индон. Tandukbenua), расположенный на северо-западном краю кальдеры. Практически полное отсутствие растительности на Тандукбенуа может быть связано с тем, что он сформировался всего несколько сотен лет назад. Помимо этого вдоль западного края острова Самосир имеются горячие геотермальные источники и сернистые террасы. Крупные землетрясения в районе озера Тоба происходили в 1892, 1916, 1920—1922 и 1987 годах. Землетрясение 1987 года, гипоцентр которого находился на глубине 11 км, привело к гибели двух человек и временно приостановило геотермальные источники в районе озера. Впервые о вулканотектоническом происхождении озера Тоба заявил голландский геолог Рейнаут ван Беммелен в 1949 году, в дальнейшем формирование депрессии было объяснено как результат сочетания деятельности вулкана и активности разломов.

### Берег, рельеф дна и острова
Озёрная котловина Тобы окружена крутыми скалами высотой 400—1200 метров, которые чередуются с небольшими долинами. Наибольшей высоты скалы достигают в северо-восточной части озера. Поверхность воды Тобы находится на высоте 904 метра над уровнем моря, общая площадь озера вместе с островами Самосир и Пардапур (индон. Pulau Paradapur) составляет 1780 км². В 1939 году были проведены первые измерения глубины озера, которые показали результат 529 метров. В 2003 году новые исследования дна озера при помощи эхолота установили, что глубина озера составляет 505 метров. Разница в 24 метра обуславливается различием методов измерения, однако результат 2003 года считается более точным. Помимо этого исследования 2003 года установили, что северная часть озера является более глубокой, в отличие от относительно мелководной южной, кроме того, во многих местах дно озера имеет широкие плоские участки.

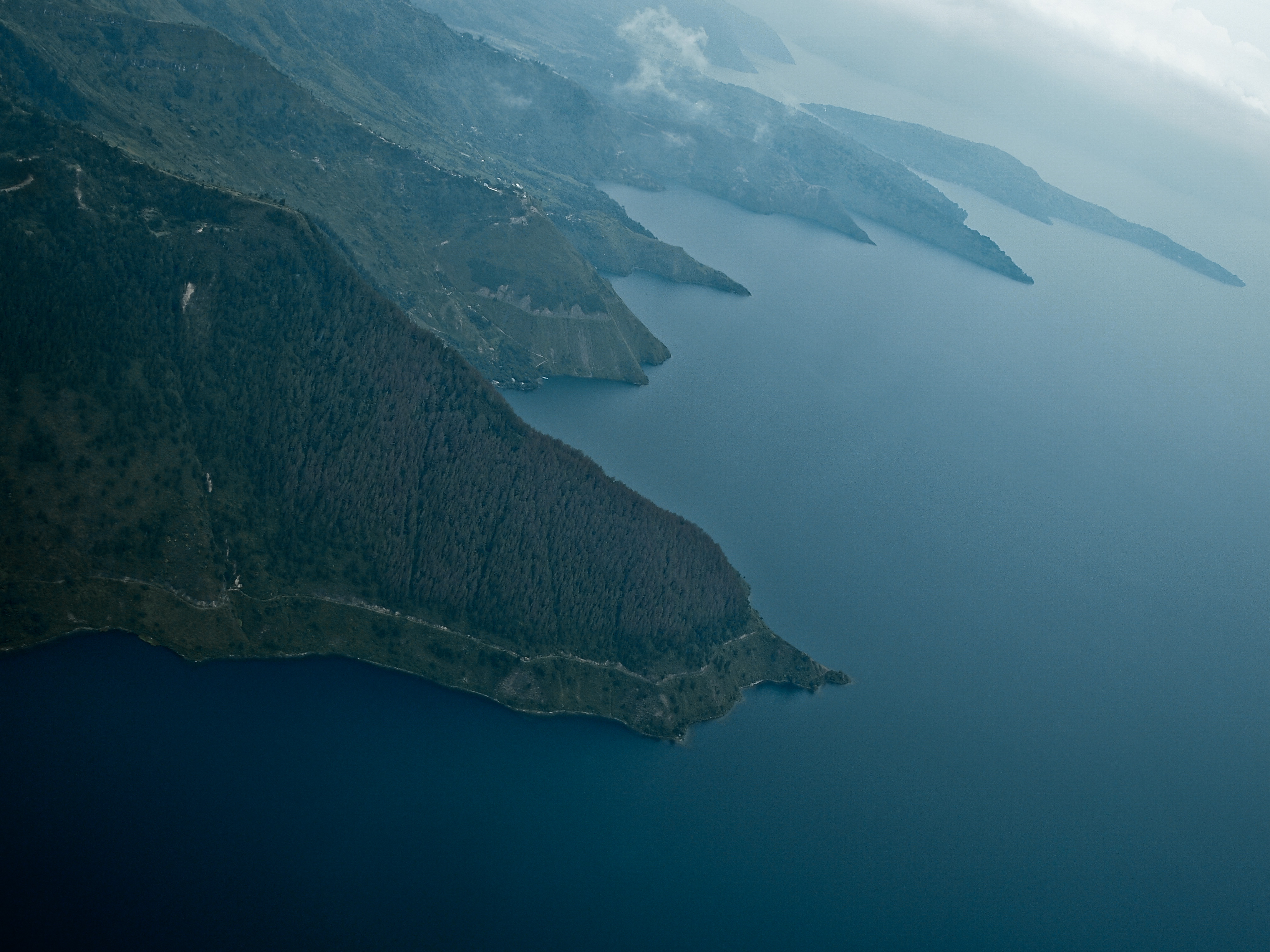
Вид с воздуха на берег озера

Тоба имеет два основных острова: Самосир, площадью 647 км², что делает его четвёртым по площади озёрным островом в мире, и Пардапур, площадью 7 км². На Самосире имеется собственное небольшое озеро — Сидихони (индон. Danau Sidihoni), а также горячие источники и водопады, которые в сухой сезон в большинстве своём прекращают течь. До 1906 года Самосир был полуостровом, пока по распоряжению администрации Нидерландской Ост-Индии через перешеек не был проложен канал, отделивший его территорию от берегов Тобы. Из-за постепенного заиливания канала Самосир в ближайшее время может вновь перестать быть островом.

### Бассейн и гидрография
Площадь водосборного бассейна Тобы составляет 3658 км² с учётом площади самого озера. Бо́льшую часть территории водосбора озера занимает холмистая и гористая местность с вершинами высотой более 2000 метров. В озеро впадает 202 реки и ручья, из которых только 70 являются постоянными водотоками. Сток из озера в Малаккский пролив проходит по реке Асахан, которая пересекает пологие склоны приозёрного пирокластического плато в юго-восточном направлении, средний расход воды составляет 102 м³/с.
Максимальные естественные годовые колебания уровня воды составляют около 1,5 метров, однако в силу техногенных факторов этот показатель может возрастать. Так, в конце 1980-х годов было отмечено падение уровня озера на 2,5 метра, связанное с работой многочисленных гидротехнических сооружений. Температура воды на поверхности озера составляет от 24,0 до 27,6 °C. Вплоть до глубины 300 метров вертикальное распределение температуры воды чрезвычайно однородное. Согласно замерам 1979 года водородный показатель воды озера Тоба составляет в разных местах от 7,0 до 8,4, степень насыщения кислородом варьируется от 6,7 до 9,3 мг/л, уровень химического потребления кислорода от 1,24 до 2,80 мг/л, концентрация фосфора в воде достигает от 0,31 до 0,66 мг/л, хлоридов от 8,3 до 11,8 мг/л. Замеры 1994 года установили уровень биологического потребления кислорода — 28,0 мг/л при норме 5,0 мг/л, к 2010 году он мог увеличиться в полтора раза. Согласно исследованиям, приток воды в озеро уменьшается: в период 1920—1932 годов он составлял в среднем 110 м³/с, в период 1957—1975 годов упал до 104,4 м³/с, и достиг 90 м³/с в 1976—1988 годах. Средний уровень испарений с поверхности воды озера колеблется между 3,5—5,5 мм в сутки.

### Климат
Озеро Тоба находится в зоне экваториального климата, характеризующейся малыми колебаниями средней месячной температуры и обильной влажностью. Средняя дневная сумма солнечной радиации в районе озера составляет 15,7 МДж/м² (примерно 4,36 кВт⋅ч/м²). Скорость ветра в январе — апреле может достигать 4 м/с, в июне — октябре до 8,8 м/с, создавая на озере волны высотой до 1,8 метра.
| Показатель                    | Янв. | Фев. | Март | Апр. | Май  | Июнь | Июль | Авг. | Сен. | Окт. | Нояб. | Дек. | Год  |
| ----------------------------- | ---- | ---- | ---- | ---- | ---- | ---- | ---- | ---- | ---- | ---- | ----- | ---- | ---- |
| Средний суточный максимум, °C | 26,6 | 26,9 | 27,1 | 27,0 | 27,2 | 27,0 | 26,7 | 26,5 | 26,1 | 25,7 | 25,8  | 26,1 | 26,6 |
| Средняя температура, °C       | 21,5 | 21,6 | 21,8 | 21,9 | 22,1 | 21,8 | 21,4 | 21,4 | 21,3 | 21,2 | 21,3  | 21,4 | 21,6 |
| Средний суточный минимум, °C  | 16,4 | 16,3 | 16,6 | 16,9 | 17,0 | 16,6 | 16,2 | 16,3 | 16,6 | 16,8 | 16,8  | 16,7 | 16,6 |
| Норма осадков, мм             | 179  | 136  | 195  | 218  | 148  | 81   | 74   | 102  | 191  | 261  | 255   | 225  | 2065 |
| Источник:                     |      |      |      |      |      |      |      |      |      |      |       |      |      |

### Флора и фауна
Флора озера состоит из различных типов фитопланктона и микрофитов. Растительность по берегам представлена, как правило, смешанным лесом, на склонах гор встречаются тропические сосновые леса. К водным растениям озера относятся лотос орехоносный, эйхорния отличная, ряска малая, многокоренник обыкновенный (лат. Spirodela polyrhiza), роголистник погружённый и другие.
Фауна озера включает в себя несколько видов зоопланктона и бентосных организмов. Тоба, несмотря на нынешнее экологическое состояние, является по своей сути олиготрофным озером, бедным на питательные вещества и с высоким содержанием кислорода, поэтому число местных видов рыб относительно невелико, однако, в озере проживают некоторые эндемичные виды, такие как Rasbora tobana, который, помимо Тобы, обитает только в некоторых притоках озера, и Neolissochilus thienemanni. Последний вид известен как батакская рыба. Он находится под угрозой вымирания из-за вырубки прибрежных лесов, вызывающей заиливание воды, загрязнение окружающей среды, изменение уровня воды и распространение интродуцированных видов рыб. Также в озере встречаются такие местные виды рыб как лягушковый клариевый сом, ленточный остеохил (лат. Osteochilus vittatus), рисовый угорь (лат. Monopterus albus), жемчужный данио (лат. Danio albolineatus), полосатый (лат. Channa striata) и карликовый змееголовы (лат. Channa gachua), бетта чёрная, яванский (лат. Barbonymus gonionotus) и лещевидный барбусы (лат. Barbonymus schwanenfeldii), азиатская щучка и другие. К интродуцированным видам относятся зелёный меченосец, пятнистый, гигантский и змеевидный гурами, нильская и мозамбикская тиляпии, гуппи и другие.

## Хозяйственное значение
Благодаря своему географическому положению и экономическому потенциалу Тоба и прилежащие к нему территории имеют большое значение не только в региональной, но и в национальной экономике Индонезии. На территории бассейна озера находится 366 деревень и городов в составе пяти округов с общим населением более 590 000 человек. Основным занятием большинства жителей является сельское хозяйство, которое составляет 64 % в структуре местной экономики. Более 41 000 гектар на территории водосбора озера заняты рисовыми полями с годовым урожаем около 250 000 тонн. Большое значение в экономике занимает выращивание кофе — по оценкам, эта отрасль даёт рабочие места более 27 000 семей, проживающим в этом районе. Другими выращиваемыми культурами являются батат, кукуруза, различные овощи, корица, гвоздика, канариум филиппинский, а также кокосовые пальмы. Животноводство, а именно разведение свиней и крупного рогатого скота, выступает в качестве побочной отрасли.

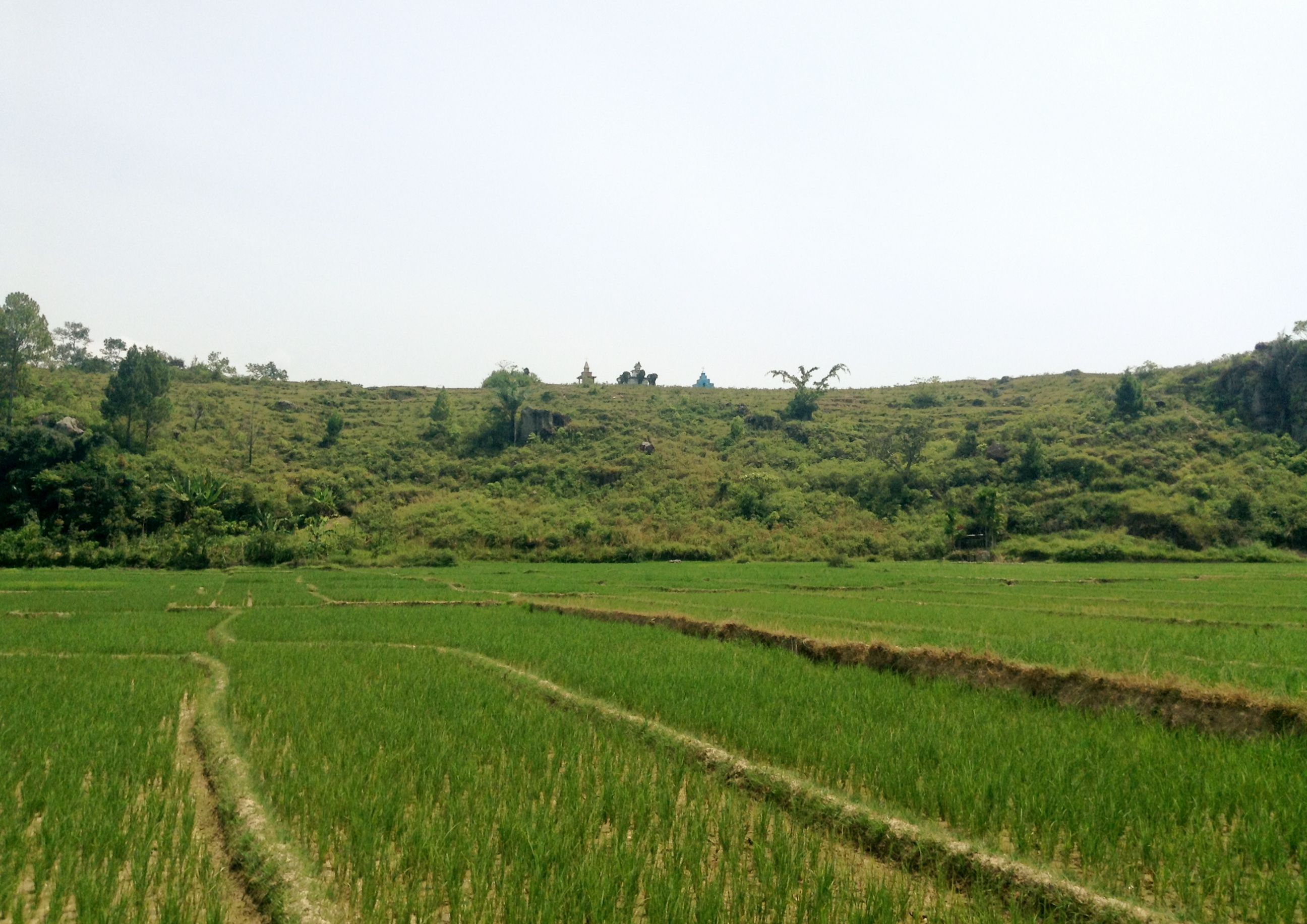
Заливные поля на острове Самосир

Другой развитой хозяйственной отраслью в районе озера является рыбный промысел. Осуществляется как рыбная ловля в водах озера, так и рыбоводство. Улов рыбы в Тобе достигает 1500 тонн в год, причём с 1996 года он заметно снижается. Это уменьшение связано с ростом числа хищных рыб в озере, а также общим уменьшением естественного пропитания рыб. Основными промысловыми видами в озере являются карпы, тиляпии, пунтиусы, клариевые сомы и змееголовы. Рыбоводством на озере занимаются как местные жители, так и иностранные компании. Годовой объём произведённой продукции аквакультуры Тобы оценён в более чем 76 000 тонн. Наибольшая концентрация рыбоводческих хозяйств наблюдается в заливе Харангаол (индон. Teluk Haranggaol). Эта отрасль наносит урон водам озера — деятельность компаний и использование пакетированного корма для рыб превышает способность озера ассимилировать отходы и поддерживать качество воды, что приводит к загрязнению Тобы.
Вдоль реки Асахан, вытекающей из озера, в 1980-е годы были созданы гидротехнические сооружения для энергообеспечения менее развитых районов Северной Суматры. Помимо этого в 1984 году в устье реки был возведён алюминиевый завод. Использование лесного потенциала районов вокруг Тобы началось с 1985 года, когда в деревне Сосорладанг (индон. Sosorladang) был построен целлюлозный завод с возможностью производства искусственного шёлка. Однако, спустя некоторое время, из-за сильных протестов со стороны местных жителей, связанных с вызванными заводом экологическими проблемами, включая падение уровня воды в озере, он был закрыт.

## Экологическое состояние
По словам местных жителей, вода в некоторых частях Тобы непригодна для питья и купания. Исследования 2014 года классифицировали озеро как эвтрофное, то есть чрезмерно богатое азотом и фосфором, что приводит к цветению воды. Кроме того, было установлено, что по сравнению с 2012 годом концентрация фосфора в воде увеличилась в три раза. Эти проблемы были вызваны в первую очередь неконтролируемым ростом рыбоводческих хозяйств, а также загрязнением от бытовых сточных вод и отходов сельского хозяйства. Всё это в комплексе не даёт озеру вернуться к своему предпочтительному олиготрофному состоянию, когда вода богата кислородом и имеет низкое содержание питательных веществ. С биологической точки зрения урон местной экосистеме наносят патогенные бактерии, развившиеся в результате деятельности рыбоводческих хозяйств, а также интродуцированные виды рыб.
В 2014 году правительство Индонезии объявило о планах сокращения рыбоводческих хозяйств озера и улучшении экологического состояния озера для развития туризма, которое практически остановилось в последние два десятилетия из-за неблагоприятного состояния окружающей среды и политических потрясений. Было демонтировано большое количество рыбных клеток, оставшиеся рыбоводы должны были пересмотреть свои методы ведения хозяйства, кроме того, некоторые компании, занимающиеся разведением рыбы, закупили специальные системы очистки. Тем не менее в мае 2016 года в заливе Харангаол из-за истощения кислорода в воде погибло около 1500 тонн рыбы. Учёные связали это с накоплением загрязняющих веществ в озере, неблагоприятными погодными условиями и неправильными методами деятельности местных рыбоводов. Все эти события привели к значительным экономическим проблемам и убыткам местного населения. Массовая гибель рыбы стала первой с 2004 года, когда из-за герпесвируса 3 типа погибло большинство карпов на озере.
К другим проблемам окружающей среды в районе озера можно отнести использование в земледелии пестицидов и удобрений, вырубки леса, а также загрязнение воздуха в результате работы промышленных предприятий, находящихся в регионе, и сжигания мусора, которое часто ведёт к лесным пожарам. Большой урон экологии нанёс закрытый целлюлозный завод — в 1993 году из-за утечки токсических веществ 5000 человек из соседних деревень были вынуждены покинуть свои жилища. Деятельность крупной гидроэлектростанции на реке Асахан, обеспечивающей электроэнергией алюминиевый завод, в 2002 году привела к падению уровня воды в озере до критического, в результате чего ГЭС и завод были вынуждены снизить свои мощности, что по утверждению компании-владельца завода ведёт к убыткам.

## Население и туризм

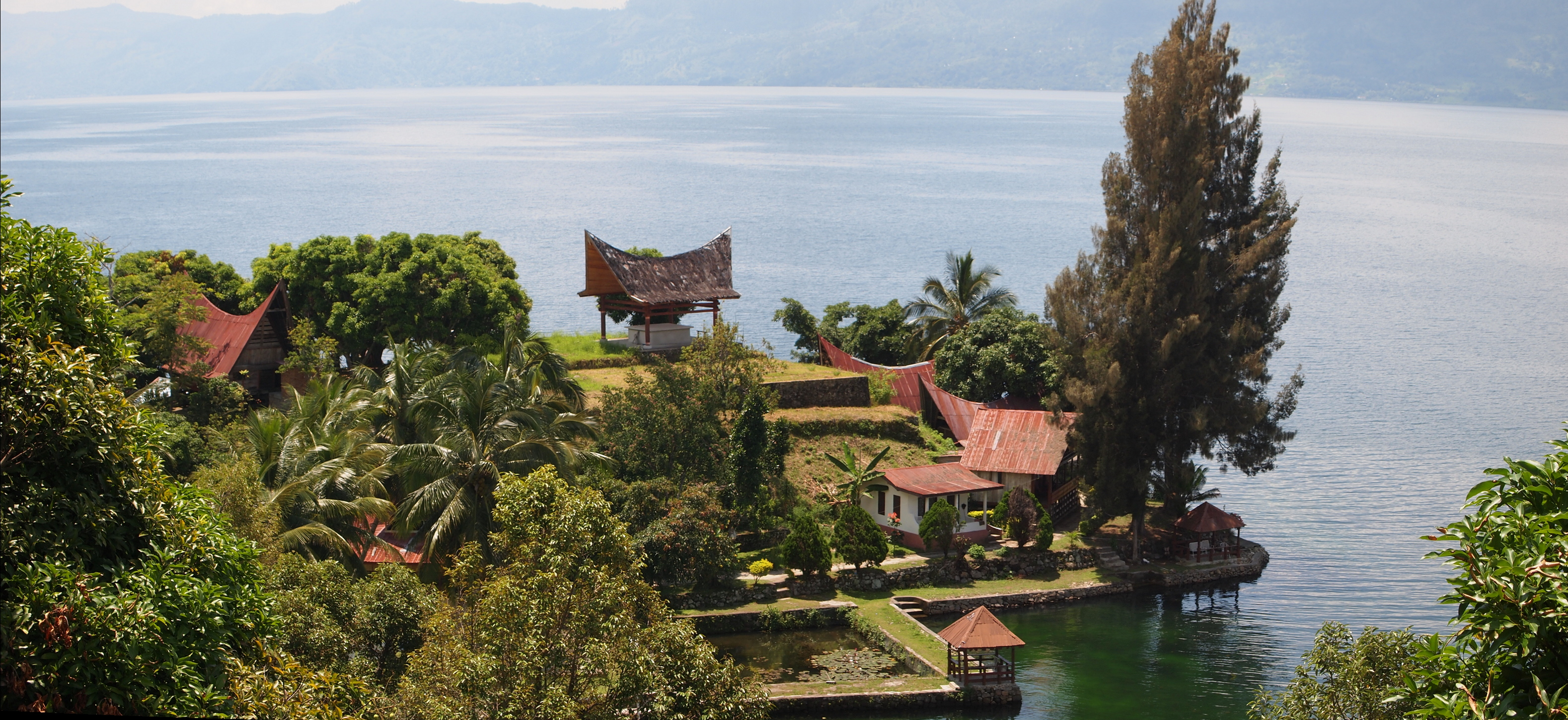
Пример батакской архитектуры на фоне озера

Первым европейцем, оставившим задокументированное упоминание о посещении озера, был голландский лингвист Херман Нойброннер ванн дер Туук, который обнаружил его в 1847 году. В 1887 был создан первый эскиз топографической карты местности района озера. Колонизация местности вокруг Тобы голландцами привела к партизанской войне с местными жителями — племенами народа батаков, которая продолжалась до 1907 года. Батаки — один из индонезийских народов, численность которых в настоящее время превышает 4 млн человек. Большая часть батаков, живущих на берегах озера, являются христианами-протестантами. Традиционные батакские дома отмечаются исследователями и туристами за их характерные крыши и красочную отделку, кроме того местные жители известны своим умением строить лодки, украшенные резьбой, которые раньше являлись основным средством передвижения людей, живущих в районе Тобы.
Мягкий климат, уникальная природа и историческое наследие местной культуры привлекают на озеро Тоба почитателей этно- и экотуризма. Лучшим временем для посещения озера является май, когда погода становится теплее и прекращаются обильные осадки, характерные для этой местности зимой. Пик туристической активности, однако, приходится на январь — февраль, когда отмечается китайский Новый год.

### Самосир

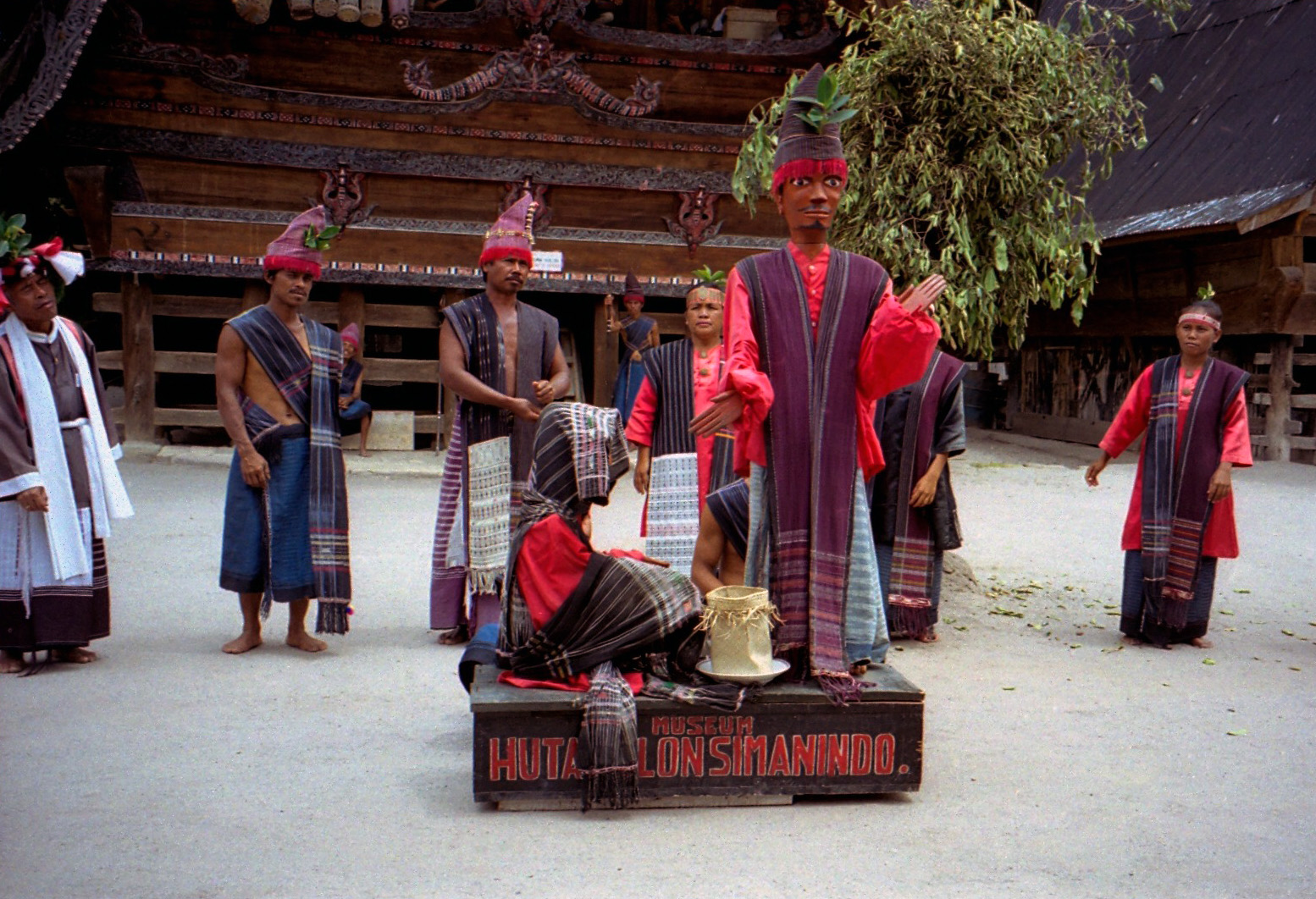
Традиционный батакский праздник Сигале-Гале

Из наиболее популярных туристических мест острова Самосир можно выделить гробницу батакского правителя Сидабутара (индон. Sidabutar) и гробницу в Хутарадже (индон. Hutaraja), а также находящиеся возле посёлка Амбарита (индон. Ambarita) руины древнего поселения батаков. В Симаниндо (индон. Simanindo) расположена восстановленная королевская резиденция Сималунгуна (индон. Raja Simalungun), а также Батакский музей, где ежедневно проходят традиционные танцевальные выступления. На острове также проводится ежегодный батакский фестиваль марионеток Сигале-Гале (индон. Sigale-gale). Возле селения Пангуруана (индон. Panguruan) на Самосире находятся горячие источники, которые, однако непригодны для купания из-за неприятного запаха серы и слишком горячей воды. В целом Самосир имеет достаточно развитую туристическую инфраструктуру, в основном сосредоточенную в деревне Тук-Тук (индон. Tuk-Tuk), которая находится на северо-восточном побережье острова.

### Водопад Сиписо-Писо
120-метровый водопад Сиписо-Писо расположен на северной оконечности Тобы и является одним из самых высоких водопадов Индонезии. Он образован небольшой подземной рекой, которая затем впадает в озеро.

### Прапат
Город, расположенный на восточном берегу Тобы, является основным транспортным узлом района, связывая озеро со столицей провинции Меданом, и осуществляя паромное сообщение с Самосиром. В 1920-е годы Прапат (индон. Parapat) стал курортным посёлком, многие из домов принадлежали европейским плантаторам. В 1948 году в городе находились в заключении тогдашний президент Индонезии Сукарно и два его соратника — Мохаммад Хатта и Агус Салим. Дом, где они содержались, сейчас открыт для посетителей. В настоящее время в Прапате туристы могут принять участие в катании на лодках, каноэ или водных лыжах, заняться рыбалкой, плаванием или игрой в гольф.